# General San Martín partido
General San Martín egy partido Argentína középpontjától keletre, Buenos Aires tartományban. Székhelye San Martín.

## Népesség
A partido népessége a közelmúltban a következőképpen változott:
| Év   | Lakosság |
| ---- | -------- |
| 2001 | 400 689  |
| 2010 | 414 196  |